# Daniel Nordström (målare)
Daniel Johan Nordström, född 17 september 1852 i Tävelsås socken, Kronobergs län, död 30 juli 1915 i Boo församling, Stockholms län, var en svensk målarmästare och målare.
Nordström var gift med Charlotta (Lotten) Vilhelmina Jansson (1849–1927) och far till bland andra Frithiof Nordström och Ester Blenda Nordström. Han var bondson från Småland och utbildade sig till målargesäll vid en målerifirma som han senare tog över. Nordström var konstnärligt intresserad och målade ett flertal porträtt i pastell bland annat av prostinnan Anna-Britta Sjöstrand. Till hans större konstnärliga arbeten räknas 21 landskapsbilder som han målade i taket på nyrestaurerade salongen Grand Restaurang National, nuvarande Nalen på Regeringsgatan i Stockholm. Makarna Nordström är gravsatta på Boo gamla kyrkogård.